# Quán cà phê thú cưng

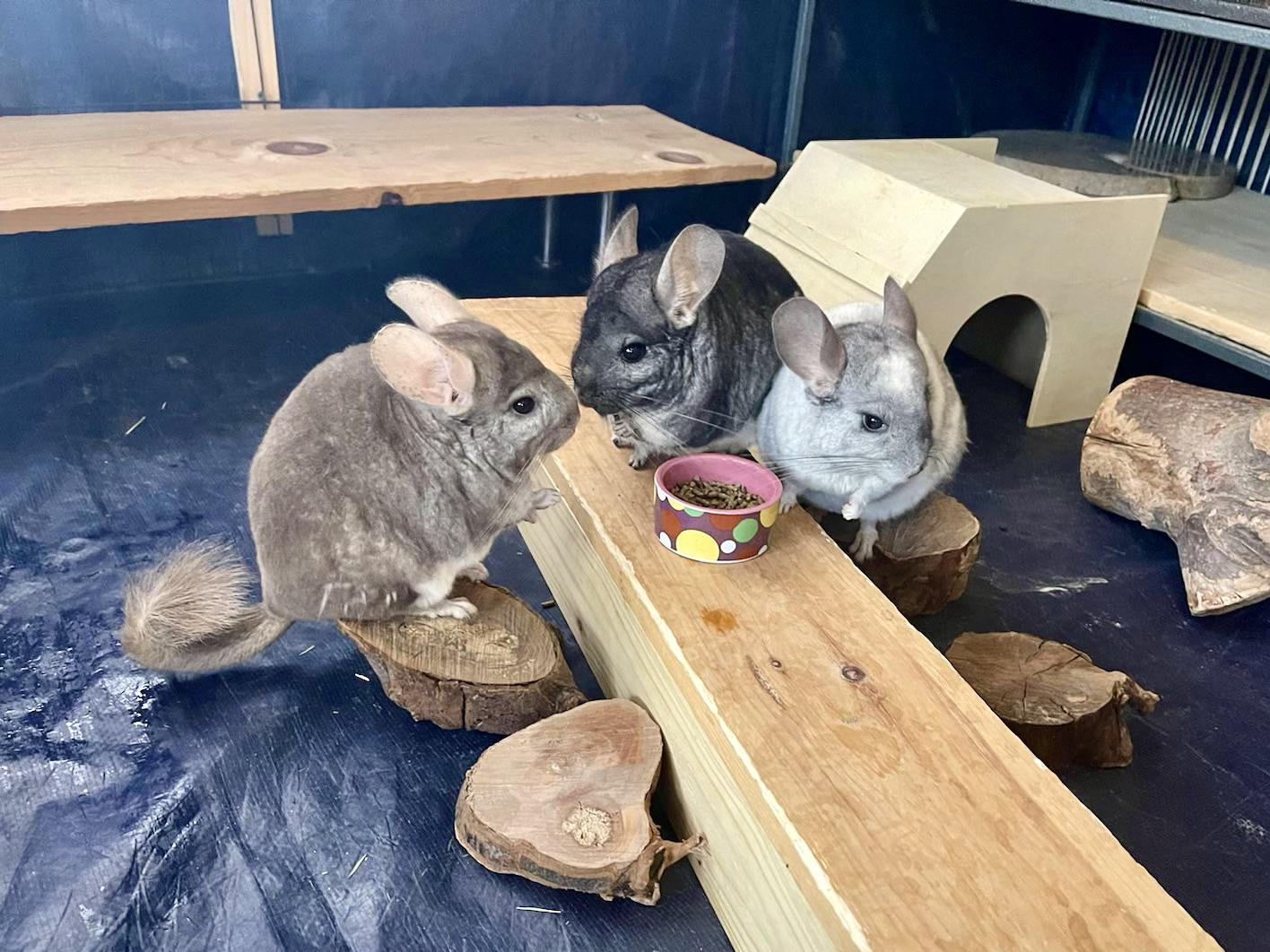
Một quán cà phê Chinchilla

Quán cà phê thú cưng (Pet café/Animal cafe) là nơi mọi người có thể thưởng lãm, quan sát và tương tác với nhiều loài động vật bầu bạn như mèo, chó, thỏ nhà, cừu nhà và các loại thú nuôi độc lạ khác trong khi thưởng thức đồ ăn và thức uống, thường được thiết kế với loại hình là một quán cà phê. Quán cà phê thú cưng đầu tiên là quán cà phê mèo được thành lập vào năm 1998 tại Đài Loan, kể từ đó, một số quán cà phê dành cho nhiều loại vật nuôi khác nhau đã được thành lập trên toàn cầu và ngày càng trở nên phổ biến. Nhật Bản được biết đến là quốc gia có nhiều quán cà phê thú cưng nhất thế giới Tuy nhiên, hình thức quán cà phê thú cưng cũng bị chỉ trích từ quan điểm bảo vệ động vật và phúc lợi động vật cho những con thú nuôi ở đây.

## Lịch sử

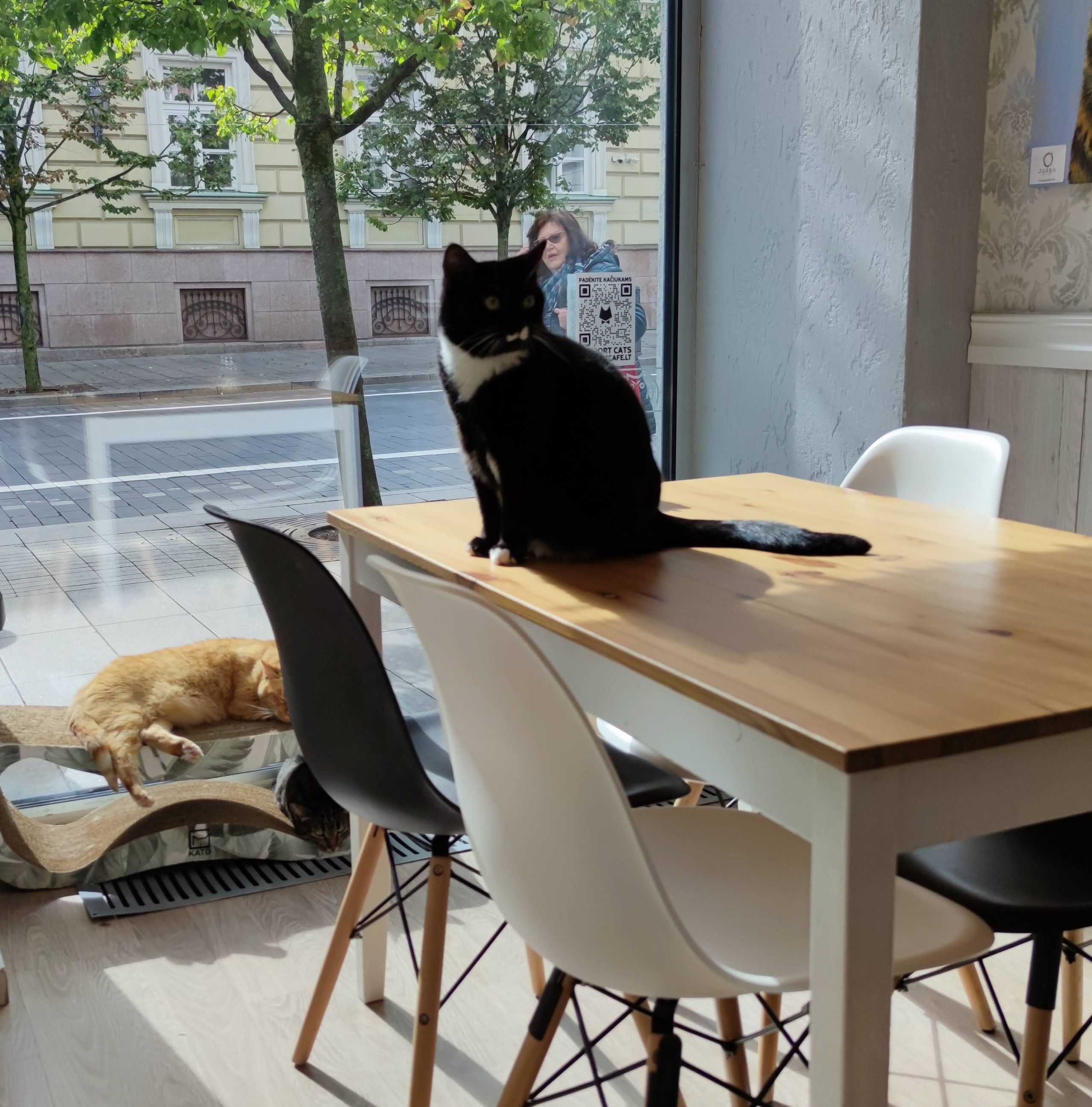
Bên trong một quán cà phê thú cưng

Đài Loan đã thành lập quán cà phê động vật đầu tiên vào năm 1998, đó là quán cà phê mèo. Sau đó, các quán cà phê thú cưng được thành lập tại Nhật Bản trước khi lan rộng ra toàn thế giới. Một du khách Nhật Bản đã đến thăm Đài Loan và phát hiện ra tiềm năng của ý tưởng này trước khi quay trở lại Nhật Bản để thành lập quán cà phê thú cưng đầu tiên tại Osaka vào năm 2004, nơi mà ý tưởng này đã phát triển nở rộ. Ngày nay, các quán cà phê thú cưng có mặt ở khắp châu Âu và châu Mỹ nhưng chúng vẫn phổ biến hơn ở các nước châu Á và Nhật Bản được biết đến là quốc gia có nhiều quán cà phê thú cưng nhất thế giới. Ban đầu, các quán cà phê được tạo ra dành cho những người thích bầu bạn với động vật, tuy nhiên hiện nay cũng có nhiều quán cà phê động vật dành cho động vật bị bỏ rơi hoặc các con vật bị thất lạc. Các quán cà phê thú nuôi như vậy được sử dụng như một cách để giúp đỡ những động vật bị bỏ rơi hoặc bị thất lạc này bằng cách cung cấp cho chúng không chỉ nhà ở và thức ăn mà còn có cơ hội được khách hàng của quán cà phê nhận nuôi.

## Chỉ trích

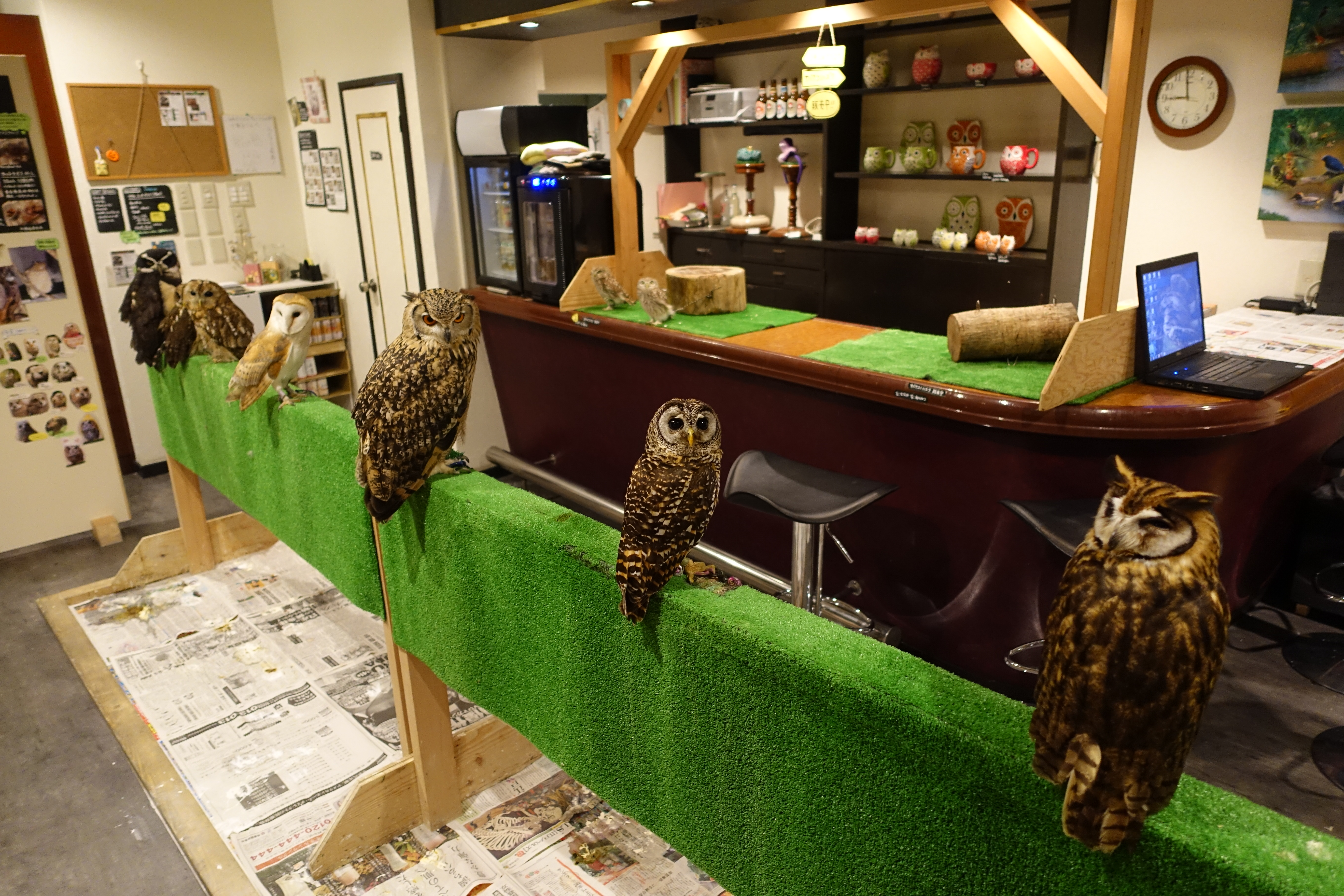
Một quán cà phê nuôi cú ở Nhật Bản

Có một số lập luận phản đối các quán cà phê động vật, chủ yếu là đứng từ quan điểm bảo vệ động vật.
- Một số chuyên gia về động vật cho rằng các quán cà phê thú cưng có thể mang lại một số tác động tích cực cho các loài động vật cư ngụ tại đây, nhưng chúng có nhiều khả năng khuyến khích mọi người mua bán các loài động vật hơn là chú ý đến phúc lợi động vật[5].
- Một số người cho rằng cách các quán cà phê thú cưng vận hành hoạt động kinh doanh của họ rất có hại cho sự an toàn của động vật vì một số loài động vật không phù hợp với lối sống tại quán cà phê[6], nhất là khi phải thường xuyên tiếp xúc với khách khứa nườm nượp nhiều lượt tới thăm và vuốt ve chúng.
- Một số du khách đến quán cà phê thú cưng ở Nhật Bản bày tỏ mối quan ngại của họ về sự an toàn và phúc lợi của các loài chim[7].
- Các nhà hoạt động vì quyền động vật của Nhật Bản cũng cho rằng các quán cà phê chim kiểng đã ngược đãi các loài chim kiểng để phục vụ mục đích giải trí của con người[8]. Do đó, chính phủ Nhật Bản đã thông qua một Luật bảo vệ động vật nghiêm ngặt hơn, trong đó tăng cường các quy định mới và hạn chế giờ kinh doanh của các quán cà phê thú cưng. Các quy định nghiêm ngặt hơn nhằm mục đích đảm bảo rằng những con thú nuôi tại các quán cà phê được đối xử và chăm sóc phù hợp với con người[9].

Ngoài ra còn có những vụ việc vi phạm phúc lợi động vật tại các quán cà phê thú cưng. Chủ một quán cà phê mèo ở Thái Lan đã bị cảnh sát bắt giữ vì vi phạm Luật bảo vệ động vật. Bảy con mèo đã chết tại quán cà phê của ông do không được chăm sóc đảm bảo an toàn. Ngoài ra, vấn đề phúc lợi và an toàn như vậy cũng có thể được tìm thấy ở Hàn Quốc, chẵng hạn như các loài vật nuôi trong quán cà phê không được chủ quán cho đi ngủ, nghi ngơi mà phải phục vụ khách mãi cho đến khi quán đóng cửa vào đêm khuya. Các vấn đề về an toàn sức khỏe và tâm lý vật nuôi như vậy phát sinh do thiếu quy định về quán cà phê thú cưng ở Hàn Quốc vì quán cà phê thú cưng là một hiện tượng tương đối mới ở nước này. Ngoài ra, cũng có một số trường hợp khách hàng bị các loài vật tại quán cà phê làm bị thương đã phàn nàn về chính sách an toàn của quán khi chủ quán không chịu trách nhiệm về thương tích do các con vật gây ra cho thực khách.